# جون كاين (رسام)
جون كاين (بالإنجليزية: John Kane)‏ هو رسام أمريكي، ولد في 19 أغسطس 1860 في West Calder ‏ في المملكة المتحدة، وتوفي في 10 أغسطس 1934 في بيتسبرغ في الولايات المتحدة بسبب سل.

## وصلات خارجية
- جون كاين على موقع الموسوعة البريطانية (الإنجليزية)